# Passiflora crispolanata
Passiflora crispolanata är en passionsblomsväxtart som beskrevs av Uribe. Passiflora crispolanata ingår i släktet passionsblommor, och familjen passionsblomsväxter. Inga underarter finns listade i Catalogue of Life.